# Piero Ferrari
Piero Ferrari (n. 22 mai 1945, Castelvetro di Modena, Emilia-Romagna, Italia) este un om de afaceri italian, fiul nelegitim a lui Enzo Ferrari. Deține la ora actuală 10,2% din acțiunile Ferrari, primite moștenire de la tatăl său. Piero Ferrari este căsătorit cu Romina Gingasu.

## Cariera la Ferrari
În 1969, Ferrari a început să lucreze informal pentru compania familiei ca traducător în limba engleză pentru tatăl său. La începutul anilor 1970, a fost angajat oficial în funcția de supervizor tehnic, având sarcina de a lista, descrie și arhiva componente auto defecte sau ineficiente. Unul dintre primele sale locuri de muncă a implicat ducerea desenelor și pieselor modelului 196 Dino la departamentul GT, acționând ca punte între mașinile de serie și divizia de curse. În acest fel, a acumulat o experiență considerabilă despre dinamica operațională a fabricii.
În 1974 a fost transferat la echipa de Formula 1, unde a lucrat ca organizator adjunct, asistând directorii sportivi Luca Cordero di Montezemolo și Daniele Audetto. La mijlocul anilor 1980, a devenit supervizor al producției de mașini de serie, unde a contribuit la dezvoltarea conceptelor pentru modelele cu volum redus Ferrari F40, Ferrari F50 și LaFerrari.
În 1988, când Enzo Ferrari a decedat, Piero a devenit singurul moștenitor al familiei Ferrari și a moștenit participația de 10% a tatălui său în companie și proprietatea Circuitului Fiorano. În 1989, a fost numit vicepreședinte de către președintele Ferrari de atunci, Vittorio Ghidella.
Cu ocazia Marelui Premiu al Chinei din 2013, câștigat de Fernando Alonso, fostul director de echipă al Ferrari, Stefano Domenicali, l-a convins pe Piero Ferrari să ridice trofeul pentru echipă. A fost prima dată în istoria Scuderiei Ferrari când un membru al familiei Ferrari a urcat pe podiumul unei curse de Formula 1.

## Onoruri
Ferrari a primit titlul de Cavaliere del Lavoro în anul 2004. În 2004, a primit un titlu onorific în inginerie aerospațială de la Universitatea din Napoli. În 2021 a primit premiul Mecenate dello Sport în Latina.